# Lorenzo León Alvarado
Lorenzo León Alvarado (31 de maio de 1928 – 17 de fevereiro de 2020) foi um bispo católico peruano.
León Alvarado nasceu no Peru e foi ordenado ao sacerdócio em 1952. Ele serviu como Bispo de Huacho de 1967 a 2003. Ele morreu no dia 17 de fevereiro de 2020.